# Kreisgericht Brilon
Das Kreisgericht Brilon war von 1849 bis 1879 ein preußisches Kreisgericht mit Sitz in Brilon. 

## Geschichte
In Brilon bestand bis 1849 das Land- und Stadtgericht Brilon. Die „Verordnung über die Aufhebung der Privatgerichtsbarkeit und des eximierten Gerichtsstandes sowie über die anderweitige Organisation der Gerichte“ vom 2. Januar 1849 hob die Patrimonialgerichtsbarkeit auf. Gleichzeitig wurde das Appellationsgericht Arnsberg geschaffen, dem Kreisgerichte, darunter das Kreisgericht Brilon zugeordnet waren. Sein Sprengel umfasste den Landkreis Brilon. Schwurgerichtsangelegenheiten wurden beim Kreisgericht Arnsberg behandelt. Eine Gerichtsdeputation mit drei Richtern wurde in Medebach und eine Gerichtskommission wurde in Marsberg eingerichtet. Gerichtstage wurden in Assinghausen, Bredelar, Hallenberg und Winterberg gehalten. Aufgelöst wurden im Bezirk des Kreisgerichtes Brilon die Patrimonialgerichte des Grafen von Bocholz in Alme, des Prinzen Ferdinand de Croÿ in Canstein und des Freiherren von Droste-Padberg in Padberg. Der Sprengel mit den Städten Brilon, Hallenberg, Nieder.Marsberg, Ober-Marsberg, Medebach und Winterberg umfasste 38.581 Gerichtseingesessene.
Mit den Reichsjustizgesetzen wurden die Gerichte im Deutschen Reich vereinheitlicht. Das Kreisgericht Brilon wurde 1879 aufgehoben. Neu eingerichtet wurde nun das Amtsgericht Brilon im Bezirk des Landgerichtes Arnsberg.
Die Gerichtskommissionen/-Deputationen Marsberg und Medebach wurden 1879 aufgehoben und die Amtsgerichte Marsberg und Medebach gebildet.